# Emery Walker
Emery Walker (* 2. April 1851 in Paddington; † 22. Juli 1933) war ein bedeutender englischer Drucker, Typograf und Fotograf.

## Leben
Walkers Vater war Kutschenbauer, der mit seiner Frau, Mary Anne Barbe, nach London zog kurz vor der Geburt von Emery. Als er ca. 7 Jahre alt war, zog die Familie nach Hammersmith. Er besuchte das St. Mark’s College in Chelsea. Nach der Erblindung seines Vaters verließ Walker schon mit 13 Jahren die Schule und musste seine Familie unterstützen.
In der Sonntagsschule wurde er von dem englischen Landschaftsmaler Henry Dawson (1811–1878) unterrichtet. Dessen ältester Sohn Alfred gründete im Jahre 1872 die Firma „Typographic Etching Company“. Hier fand Walker eine feste Anstellung, sammelte wesentliche Erfahrungen im Druckwesen und erhielt Einblicke in die kommerziellen Produktionsbereiche. 
Seit 1883 war Walker Sekretär der sozialistischen Sektion in Hammersmith, der „Democratic Federation“. Hier machte er unter anderem die Bekanntschaft mit William Morris. 
Im Jahre 1886 gründete Walker eine eigene Firma, die „Walker & Boutall, Automatic and Photographic Engravers“ und 1888 war er einer der Mitbegründer der „Arts & Crafts Exhibition Society“. Im Auftrag der „Society“ hatte Walker seinen berühmten Vortrag über die Geschichte des Druckwesens gehalten, welcher Morris mit dazu bewog, die "Kelmscott Press" zu gründen. Morris bot Walker an, in einer Partnerschaft die Presse gemeinsam zu leiten, was Walker jedoch ablehnte. Vermutlich wollte er kein formaler Partner eines kreativen Genies sein. Walker blieb der theoretische Berater und Morris der Künstler der „Kelmscott Press“. Nach Morris Tod gründete Walker zusammen mit dem Buchbinder Thomas James Cobden-Sanderson (1840–1922) die „Doves Press“. 
Walker blieb einer der wichtigsten Vermittler der Buchkunstreform der „Kelmscott Press“ und typographischer Berater der folgenden Generation englischer, aber auch deutscher Drucker und Buchkünstler. Er war korrespondierendes Mitglied im Grolier Club.